# Jim Varela
Pour les articles homonymes, voir Varela.
Jim Morrison Varela Devotto est un footballeur uruguayen né le 16 octobre 1994. Il évolue au poste de milieu défensif.

## Palmarès

### En équipe nationale
- Équipe d'Uruguay des moins de 17 ans
  - Finaliste de la Coupe du monde des moins de 17 ans en 2011